# Con trượt

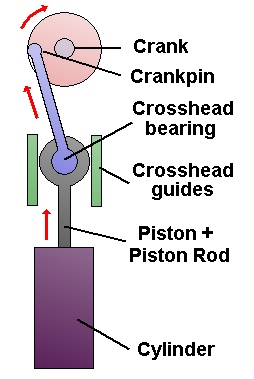
Con trượt —bao gồm ổ trượt (crosshead bearing) và đường dẫn (crosshead guides)— là một bộ phận trong cấu tạo động cơ piston

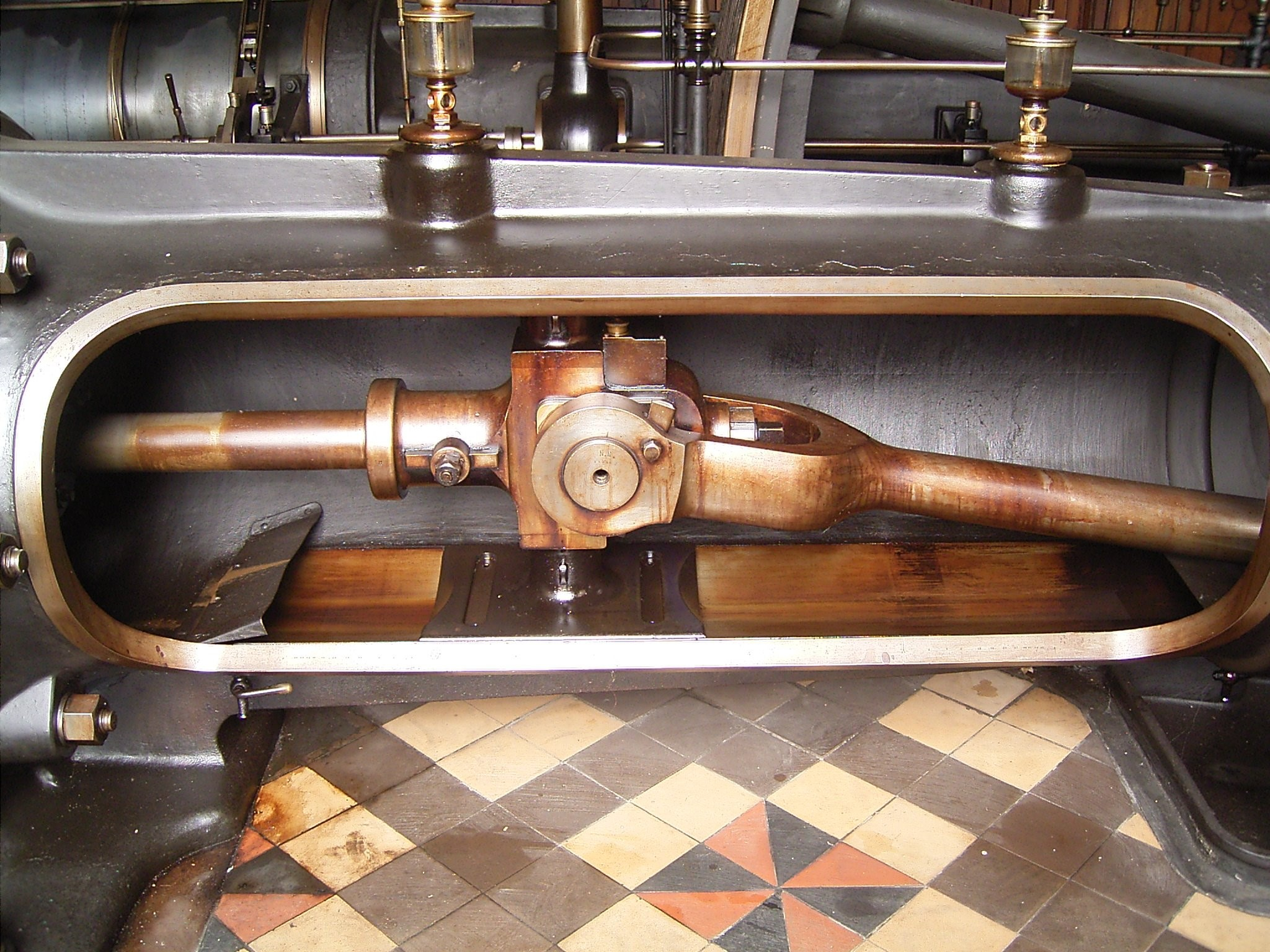
Đường dẫn con trượt hình trụ

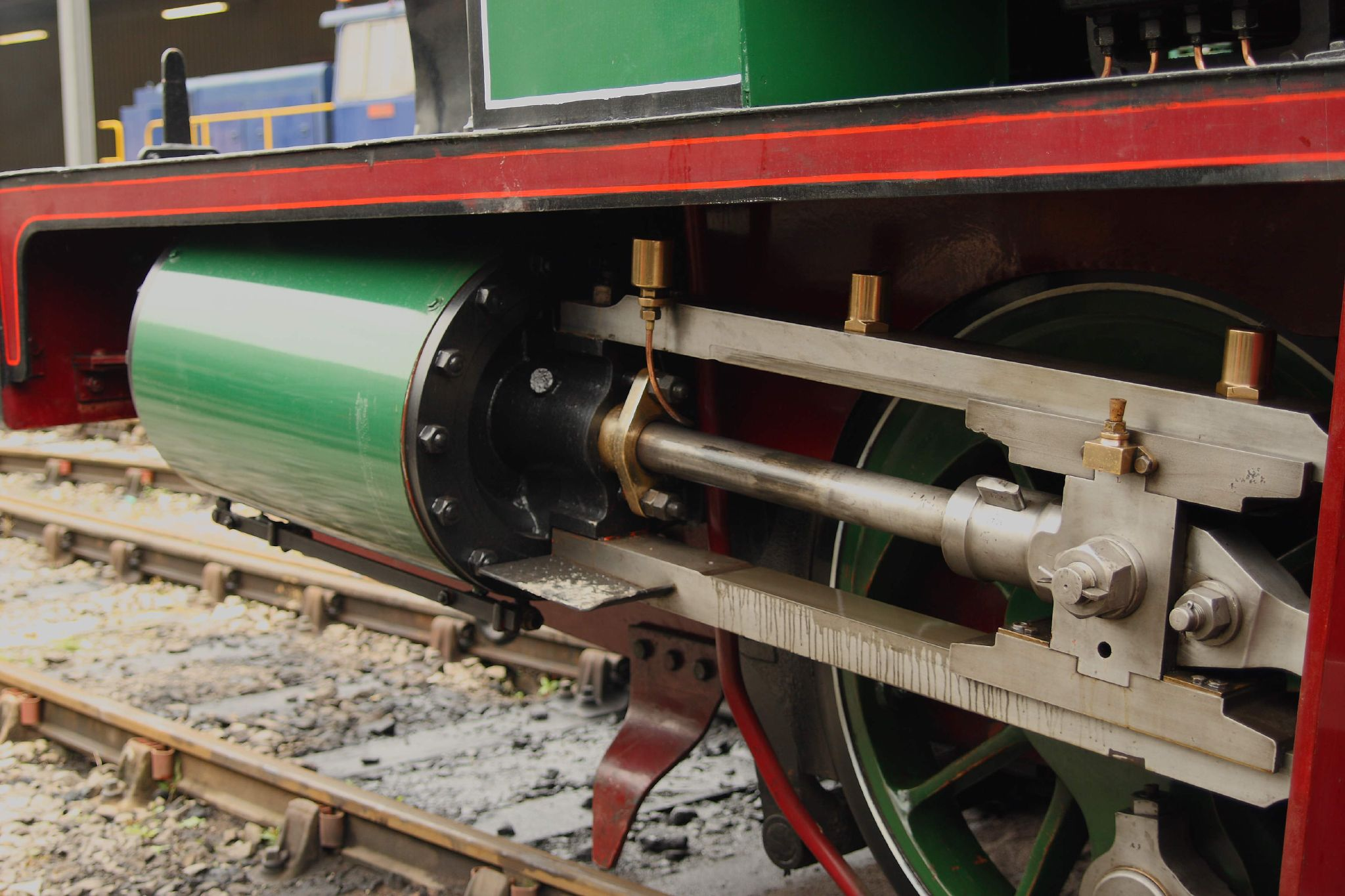
Con trượt sử dụng trong động cơ đầu kéo hơi nước

Con trượt (tiếng Anh: crosshead) là một bộ phận chuyển động qua lại trong cơ cấu thanh trượt – tay quay của động cơ piston và máy nén piston, được sử dụng để kết nối cần piston (piston rod) đến thanh truyền. Con trượt có vai trò giúp chống lại chuyển động lắc và lực đẩy ngang của thanh truyền lên piston. Ngoài ra, con trượt cho phép thanh truyền tự do di chuyển bên ngoài xi lanh.
Do ở những động cơ này, tỷ số đường kính – hành trình piston (RBS) rất nhỏ, nếu piston được gắn trực tiếp vào thanh truyền như trên động cơ trục, thanh truyền sẽ đập vào thành xi lanh và khiến động cơ ngừng quay. Do đó, chiều dài của con trượt phải phù hợp với chiều dài hành trình piston.